# 535 هـ
535 هـ هي سنة في التقويم الهجري امتدت مقابلةً في التقويم الميلادي بين سنتي 1140 و1141.

## مواليد
- ابن يونس الموصلي

## وفيات
- زين الدين الجرجاني

- أبو القاسم الطلحي